# Mein Bruder – meine Schwester
Mein Bruder – meine Schwester (englischer Originaltitel: I Heard My Sister Speak My Name) ist ein semiautobiografischer Roman von Thomas Savage, der 1977 bei Little, Brown and Company erschien. Es war das einzige Werk, das zu Lebzeiten des Autors vollständig in deutscher Übersetzung vorlag.

## Handlung
Erster Teil: Erzähler Tom Burton, ein Mann im mittleren Alter, der mit seiner ebenfalls als Schriftstellerin arbeitenden Frau zusammen in Crow Point in Maine lebt, stellt sich vor. Er geht anschließend in das Jahr 1912 zurück, als eine Frau unter dem Namen Elizabeth Owen in Seattle ein Mädchen zur Welt brachte und zur Adoption freigab. Das Kind wurde unter Vermittlung von Reverend Matthews von den McKinneys adoptiert, die gerade ihren Sohn verloren hatten. Mr. McKinney arbeitet als Anwalt und das Mädchen, das Amy genannt wird, wächst in einem liebevollen, wenn auch sterilen Haus auf. Der Versuch, einen Jungen zu adoptieren, schlägt für die McKinneys fehl. Amy wiederum erfährt im Alter von acht Jahren, dass sie adoptiert wurde, was sie nie ganz verwinden kann. Ihre Adoptiveltern versterben hochbetagt und hinterlassen ihr einen Brief, den sie öffnen soll, wenn sie mehr über ihre leiblichen Eltern erfahren will. Amy heiratet den Verwaltungsmitarbeiter Philipp Nofzinger, von dem sie sich nach einigen Jahren wieder scheiden lässt. Die Ehe ist kinderlos, Amy behält Nofzingers Nachnamen. Sie öffnet schließlich den Brief, der ihr die Namen ihrer leiblichen Eltern nennt: Benjamin H. Burton und Elizabeth Birdseye Sweringen, die kurz nach ihrer Geburt geheiratet haben. Über einen Anwalt erfährt sie, dass Ben Burton kurz vor seinem Tod in einer Absteige lebte. Sie sucht das Hotel auf und ist enttäuscht; sie bricht weitere Nachforschungen ab, nur um Jahre später zu erfahren, dass es bei der Recherche zu ihrem Vater einen Fehler gegeben habe und dieser nicht der Mann in der Absteige war. Der Anwalt rät, die Suche nach der Familie auf der Seite mütterlicherseits fortzusetzen.
Zweiter Teil: Im Jahr 1870 findet George Sweringen im Jeff Davis Creek Gold, das den Wohlstand seiner Familie sichert. Sohn Thomas Sweringen verliebt sich später in die resolute Lehrerin Emma Russell. Beide heiraten und Thomas schenkt ihr zur Heirat zwei Schafe, die den Grundstock zu ihrer Großherde von später 10.000 Schafen bilden. Die Familie wächst ebenfalls und Thomas und Emma haben neben zahlreichen Töchtern auch Sohn Tom-Dick, der der Jüngste der Familie ist. Die älteste Tochter und Liebling des Vaters ist Beth Sweringen, eine Schönheit. Sie erhält eine gute Bildung und soll nach Willen der Mutter einen Landvermesser aus guter Familie aus dem Osten heiraten. Sie liebt diesen Mann jedoch nicht und lernt auf einer Reise den charismatischen Lebensmittelvertreter Benjamin Harrison Burton kennen. Als Emma in Voraussicht des Ersten Weltkriegs nach Salt Lake City reist, um in mehr Schafe zu investieren, da ein Krieg immer auch einen hohen Bedarf an Wolle für Uniformen bedeutet, sucht Ben Burton die Sweringens in Idaho auf. Wenig später gesteht Beth ihrer Mutter, dass sie sich in Ben Burton verliebt hat.
Dritter Teil: Tom Burton erhält auf der Post in Crow Point einen Brief seiner Tante Polly, die ihm berichtet, dass eine Frau namens Amy behauptet, Beths Tochter zu sein. Amys Brief liegt bei und Tom schreibt Amy schließlich, dass er es für vollkommen ausgeschlossen halte, dass Beth eine Tochter gehabt habe und dieses Wissen mit ins Grab genommen habe – Beth ist vor zehn Jahren verstorben, nachdem sie jahrelang Alkoholikerin gewesen war. Toms Frau rät ihm, seinen leiblichen Vater zu kontaktieren, und Tom erinnert sich daran, wie Ben Burton ihn in den 1920er-Jahren auf der Brewer-Ranch seines Stiefvaters Charlie Brewer besucht hatte und welchen Eindruck Bens Roamer auf den jungen Tom gemacht hat und auch Bens farbenfrohe Art, sich zu kleiden. Und wie schnell dieser Schein damals entlarvt wurde und sich sein Vater als Hochstapler entpuppte. Tom beschließt, seinen Vater nicht zu kontaktieren. Amy schreibt Tom einen Brief, in dem sie vier Fotos von sich beigelegt hat. Mehrere Tanten schreiben Tom Briefe und glauben Amy nicht. Tom wiederum erinnert sich an seine Schulzeit, in der er sich mit seinem Adoptivnamen wie ein Betrüger vorkam. In Amys Aussehen erkennt er sich ein wenig wieder und bekommt Zweifel, ob Amy nicht durch einen Seitensprung seines Vaters doch seine Halbschwester sein könnte. Aus Salmon lässt er sich das Heiratsdatum seiner Eltern mit 1911 bestätigen und erkennt dabei, dass seine Großmutter Emma der Heirat ferngeblieben war. Tom erhält einen Brief seiner Tante Maud und schickt Amy die Adresse seines Vaters. Von Tante Roberta erhält er einen Brief, in dem sie schreibt, dass Thomas Sweringen zu Weihnachten vor zehn Jahren meinte, er habe sieben oder vielleicht acht Enkel. Um 1912 habe sie zudem heimlich einen Brief von Beth an Emma gelesen, in dem sie von einer Fehlgeburt berichtete. Tom schreibt Amy, dass er das Dokument sehen möchte, in dem Beth ihre Tochter zur Adoption freigegeben habe. Wenig später holt er die Post.
Vierter Teil: Tom schreibt Amy einen langen Brief, in dem er von seiner Mutter und der Zeit nach der Trennung von Ben Burton berichtet. Beth war zunächst Schafhüterin für die Familie und heiratete schließlich 1920 Charlie Brewer, den jüngsten der drei Söhne der Brewer-Ranch. Der älteste Bruder verstarb an einer Krankheit. Der mittlere Bruder wiederum, Ed Brewer, war ein Frauenhasser und verachtete Beth. Er war hochintelligent, wusch sich selten, las viel und machte ihr über Jahre das Leben schwer. Ed trieb Beth in die Alkoholabhängigkeit; ihre gemeinsame Tochter mit Charlie versuchte er, für sich zu gewinnen. Als Ed an Milzbrand verstarb, war Beth schon nicht mehr zu retten. Sie verstarb infolge einer Lungenentzündung. Tom schreibt auch, dass Beth im achten Monat schwanger war, als Emmas geliebter einziger Sohn Tom-Dick an einer Appendizitis verstarb, was Emma gebrochen zurückließ. Beth gab ihr Kind weg, um ein Opfer für ihre Mutter zu bringen. Tom beendet den Brief, den er Amy selbst übergeben will. Er bucht einen Flug zu ihr und ruft sie am Flughafen an. Als er sie seinen Namen aussprechen hört, bricht er in Tränen aus.

## Veröffentlichung
Mein Bruder – meine Schwester war der zehnte Roman Thomas Savages; die Widmung lautet „For Hellie and Bill“. Der Roman wurde 1977 bei Little, Brown and Company unter dem Originaltitel I Heard My Sister Speak My Name veröffentlicht, wobei der Titel auf eine Romanzeile am Ende des Buchs zurückgeht und von Savages damaligem Verlagslektor Llewellyn Howland III vorgeschlagen wurde. Das Buchcover der US-amerikanischen Erstausgabe zeigt ein Jugendbildnis von Savages Mutter Beth Yearian. Im Juni 1980 erschien das Buch bei Popular Library auch als Paperback. Der Roman wurde 2001 unter dem Titel The Sheep Queen, der den Fokus auf das Familienoberhaupt Emma Russell Yearian legt, neu veröffentlicht. Savage begrüßte den Titelwechsel dabei ausdrücklich.
Es war der einzige Roman, der zu Lebzeiten Savages vollständig auch in Deutschland erschien: Der Schneekluth-Verlag veröffentlichte den Roman in einer Übersetzung von Lydia Dewiel 1980 unter dem Titel Mein Bruder – meine Schwester. Zuvor war nur Savages Roman A Bargain With God 1955 im Rahmen der Reader’s Digest Auswahlbücher in gekürzter Form und unter dem Titel Der Pfarrer von Beacon Hill in Deutschland erschienen.

## Hintergrund
Der Roman gilt als Savages autobiografischstes Werk und seine intensivste Auseinandersetzung mit der Geschichte seiner Großmutter Emma Russell Yearian. Der Autor selbst schrieb in einem Brief, dass Mein Bruder – meine Schwester der eigenen Familie dazu dienen könne zu erkennen, „wer wir sind und wer wir waren“ („who we are and were“). Das Buch sei kein Roman, sondern überwiegend eine wahrheitsgetreue Darstellung. Savage formulierte in seinen Romanen üblicherweise zu Beginn den ersten Satz und den letzten Absatz, auf den er dann im Verlauf des Romans hinarbeitete. Mein Bruder – meine Schwester war der einzige Roman, bei dem Savage nicht von vornherein das Ende kannte. Nach eigener Aussage war er während der Arbeit am Buch mehr an der Wahrheit als am künstlerischen Anspruch interessiert und empfand Mein Bruder – meine Schwester als eines seiner besten Werke.
Savage verfasste den Roman als Reaktion auf die Entdeckung, dass er eine drei Jahre jüngere Schwester hat, die kurz nach der Geburt zur Adoption freigegeben wurde. Er lernte sie 1969 kennen, als seine Eltern bereits verstorben waren. Die Entdeckung führte zu einer Neubewertung des Lebens seiner Mutter, bei der er aufgewachsen war, und damit seiner Vergangenheit, die er im Roman vornahm. Für Savage diente der Roman nicht zuletzt dazu, „zu verstehen, wie das passieren konnte“. Die Namen der Charaktere sind dabei den Realnamen ähnlich, so heißt Savages Mutter Elizabeth „Beth“ Yearian im Roman Beth Sweringen, später verheiratete Burton (= Savage) und Brewer (= Brenner). Großmutter Emma Russell Yearian erscheint im Roman unter dem Namen Emma Russell Sweringen und die wiedergefundene Schwester Amy Patricia McClure Hemenway taucht im Roman als Amy McKinney Nofzinger auf. Wie in anderen Büchern Savages erhalten reale Kleinstädte fiktive Namen, so wird aus Dillon die Stadt Grayling und aus Armstead die Kleinstadt Beech.
Savage bezieht sich im Roman auf zahlreiche seiner Romanveröffentlichungen der letzten Jahre, darunter The Liar, Daddy’s Girl, A Bargain With God und Trust in Chariots. Die Geschichte Ed Brewers beruht auf Savages verhasstem Stiefonkel William Brenner und wird intensiv in Teil 4 des Romans erzählt. Savage hatte Brenner zuvor bereits als Hauptfigur Phil in Die Gewalt der Hunde verarbeitet und dort durch sein Alter Ego töten lassen. Auch Rose und Peter Gordon aus Die Gewalt der Hunde sind im Buch als Mrs. Forest und ihr Sohn Scott Forest vertreten. Kritiker bezeichneten Mein Bruder – meine Schwester in der Zeichnung Ed Brewers als untergeordnete Variante und Gegenstück zur dominanten Auseinandersetzung mit Brewer/Brenner in Die Gewalt der Hunde, wobei Savage Mein Bruder – meine Schwester ohne Die Gewalt der Hunde nicht hätte schreiben können.

## Rezeption
Mein Bruder – meine Schwester war eines der wenigen Bücher, für das Little, Brown in Anzeigen warb, so wurden Anzeigen in Publishers Weekly geschaltet. Auch Reader’s Digest, die bereits Savages A Bargain With God veröffentlicht hatten, zeigten Interesse an einer Veröffentlichung von Mein Bruder – meine Schwester, doch zerschlug sich dieses Projekt. Die Verkaufszahlen des Romans waren, wie bei den meisten Romanen Savages, niedrig, auch wenn die Kritik das Buch positiv besprach.
Jonathan Yardley schrieb in der Washington Post, dass Mein Bruder – meine Schwester ein hervorragender Roman sei: „Es ist das Werk eines meisterhaften Romanciers auf der Höhe seines Wirkens“ und der beste von Savages zehn bis dahin erschienenen Romanen. Kirkus Reviews lobte den Roman als „eine ruhige, schleichende Erkundung der unterschwelligen Traurigkeit, die das Leben derer prägt, die nicht ganz dazugehören.“ Die New York Times befand, dass der Roman vor allem seine Stärken habe, wenn er weit in die Vergangenheit zurückgeht, so seien die Szenen um George Sweringens Goldfund und die Schafkönigin fabelhaft („marvelous“). Die Kritikerin der Jewish Post befand, dass sie sich nicht erinnern könne, jemals emotional so beteiligt an einem Buch gewesen zu sein. Der Roman sei eines der intensivsten und leidenschaftlichsten Werke über das adoptierte Kind, das ihr je begegnet sei.